# Бекдорф
Бекдорф (нем. Beckdorf) — община в Германии, в земле Нижняя Саксония.
Входит в состав района Штаде. Подчиняется управлению Апензен. Население составляет 2580 человек (на 31 декабря 2010 года). Занимает площадь 21,9 км².
Коммуна подразделяется на 3 сельских округа.